# Rosa Mary Rose
'Mary Rose' ('AUSmary' es el nombre del obtentor registrado), es un cultivar de rosa que fue conseguido en Reino Unido en 1983 por el rosalista británico David Austin.

## Descripción
'Mary Rose' es una rosa moderna cultivar del grupo « English Rose Collection ».
El cultivar procede del cruce de 'Wife of Bath'® x 'The Miller'.
Las formas arbustivas altas del cultivar tienen porte erguido ramas espesas sin espinas (o casi), que alcanza más de 120 cm de alto con 120 cm de ancho. Las hojas son de color verde medio semi-brillante, medio follaje verde.
Sus delicadas flores de color rosa profundo. Fragancia de las rosas antiguas, a miel y almendras. Flor con 80 a 85 pétalos. El diámetro medio de 2,25". Rosa mediana, muy completa (41 + pétalos), florece en ramos, en pequeños grupos. Los pétalos con volantes en el centro están encerradas por los pétalos en forma de copa que forman el perímetro.
Florece de una forma prolífica, floración en oleadas a lo largo de la temporada.

## Origen
El cultivar fue desarrollado en Reino Unido por el prolífico rosalista británico David Austin en 1983. 'Mary Rose' es una rosa híbrida con ascendentes parentales de cruce de 'Wife of Bath'® x 'The Miller'.
El obtentor fue registrado bajo el nombre cultivar de 'AUSmary' por David Austin en 1983 y se le dio el nombre comercial de exhibición 'Mary Rose'™.
También se le reconoce por el sinónimo de 'AUSmary'.
- La rosa fue conseguida antes de 1983 e introducida en el Reino Unido por David Austin Roses Limited (UK) en 1983 como 'Mary Rose'.[1]

Conmemora la recuperación del buque insignia del rey Enrique VIII de Inglaterra después de 400 años en el fondo del "Silent Sound", cerca de la punta más austral de América del Sur. 

## Cultivo
Aunque las plantas están generalmente libres de enfermedades, es posible que sufran de punto negro en climas más húmedos o en situaciones donde la circulación de aire es limitada.
Se desarrollan mejor a pleno sol. En América del Norte son capaces de ser cultivadas en USDA Hardiness Zones 5b a 9b. La resistencia y la popularidad de la variedad han visto generalizado su uso en cultivos en todo el mundo.
Puede ser utilizado para las flores cortadas, jardín o portador guía. Vigorosa. En la poda de Primavera es conveniente retirar las cañas viejas y madera muerta o enferma y recortar cañas que se cruzan. En climas más cálidos, recortar las cañas que quedan en alrededor de un tercio. En las zonas más frías, probablemente hay que podar un poco más que eso. Requiere protección contra la congelación de las heladas invernales.

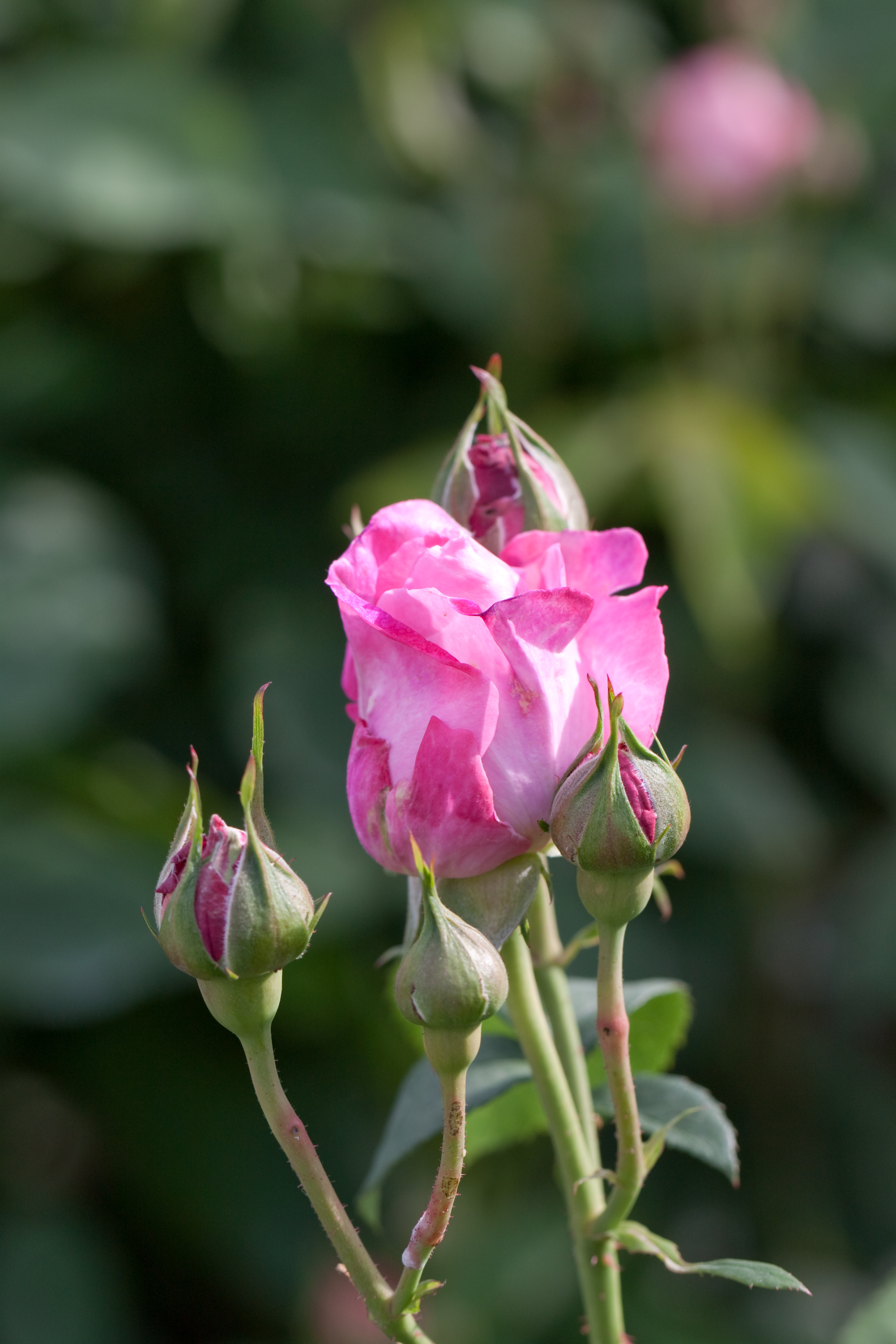
Capullo de la Rosa 'Mary Rose'.
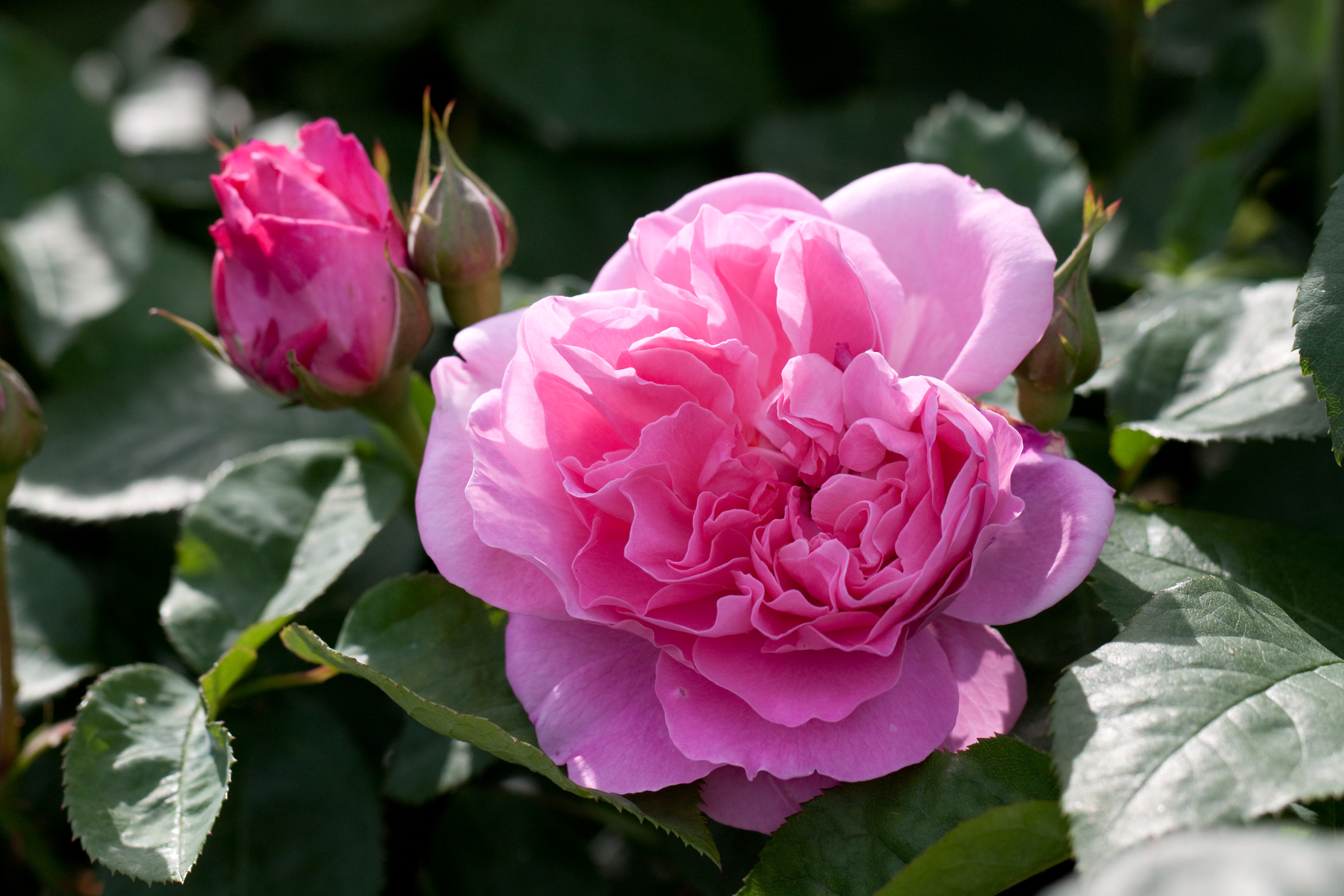
Rosa 'Mary Rose'.
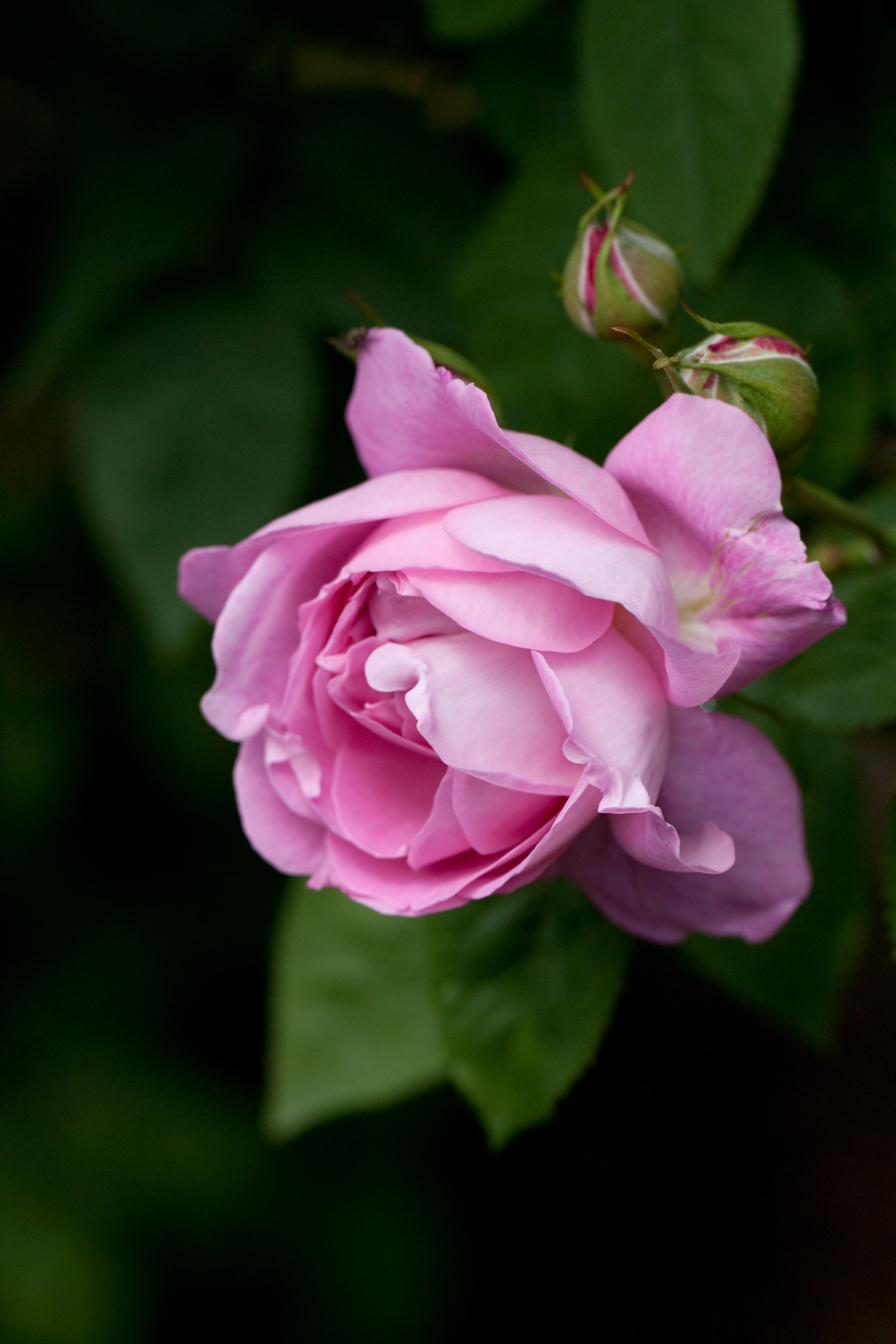
Rosa 'Mary Rose'.
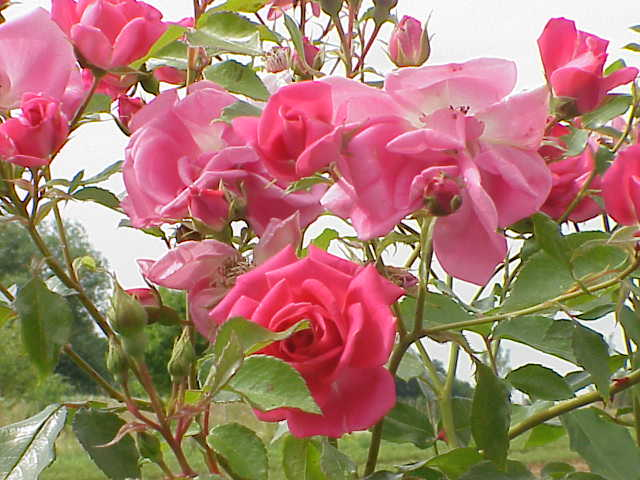
Grupo de rosas 'Mary Rose'.

## Desportesderivados

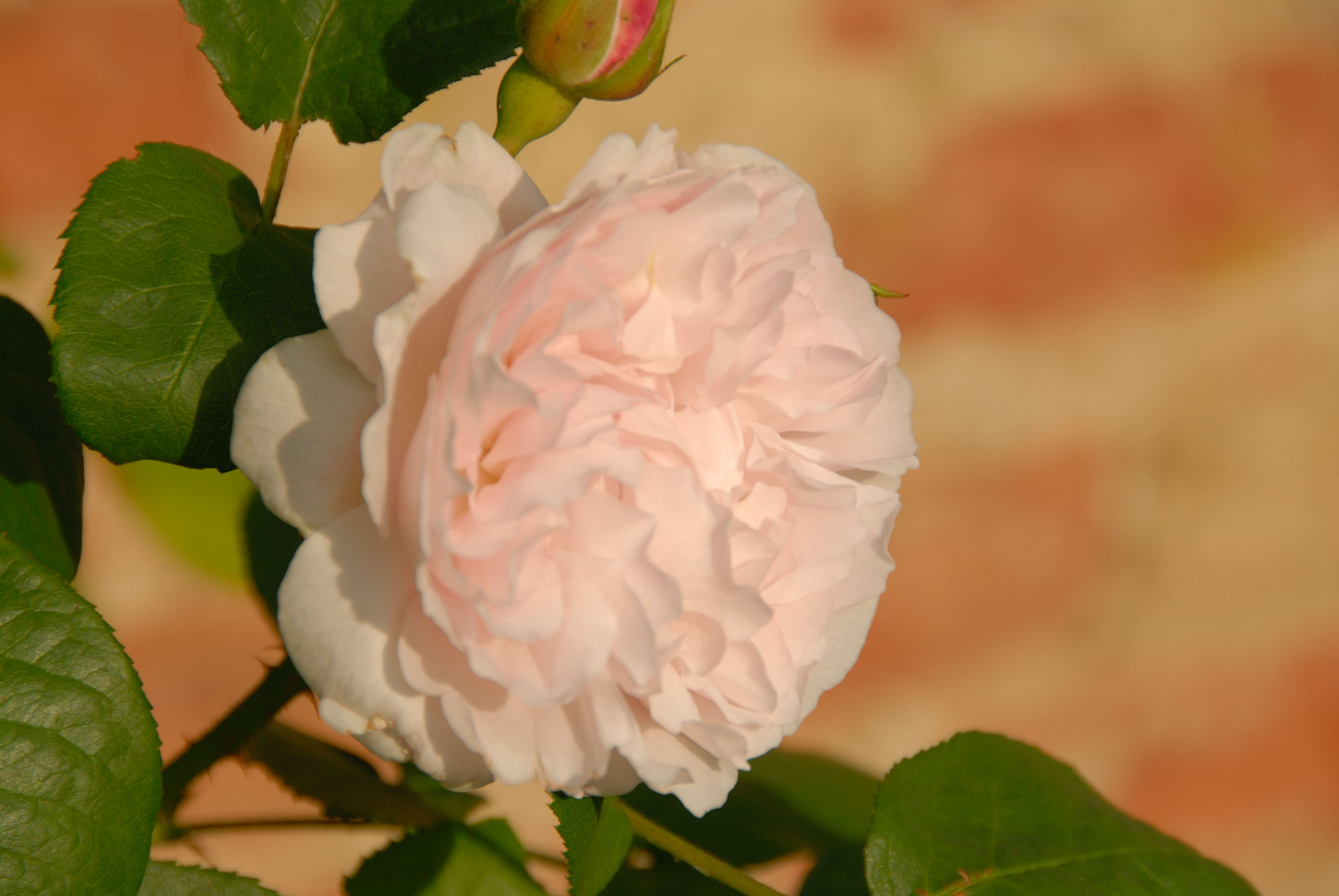
'Redouté'.
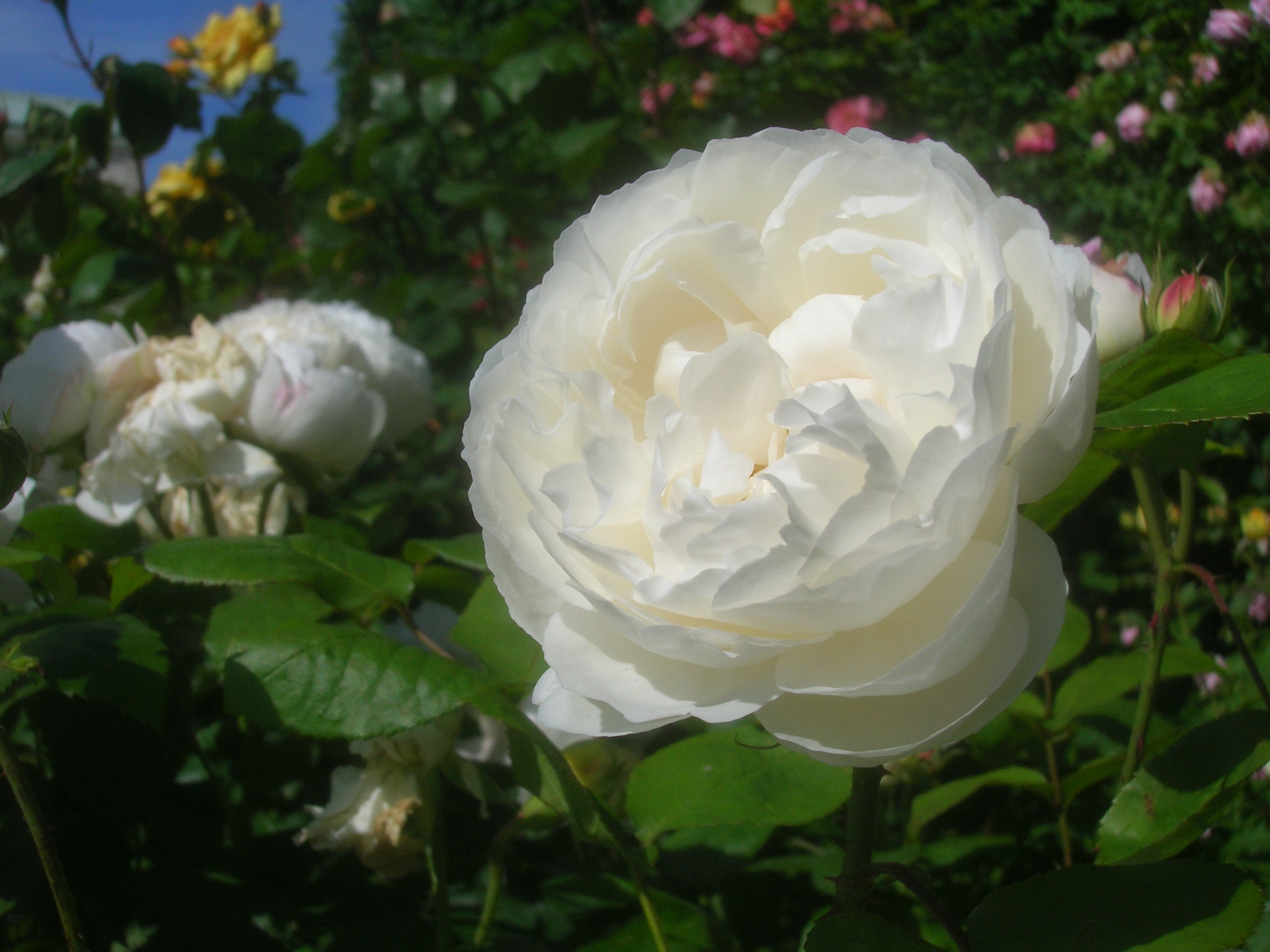
'Winchester Cathedral'.

## Obtentoresyvariedadesderivadas
Debido a las características deseables de la rosa 'Mary Rose', se ha utilizado como ascendente parental en cruces con otras variedades para la obtención de obtentores de nuevas rosas, así:

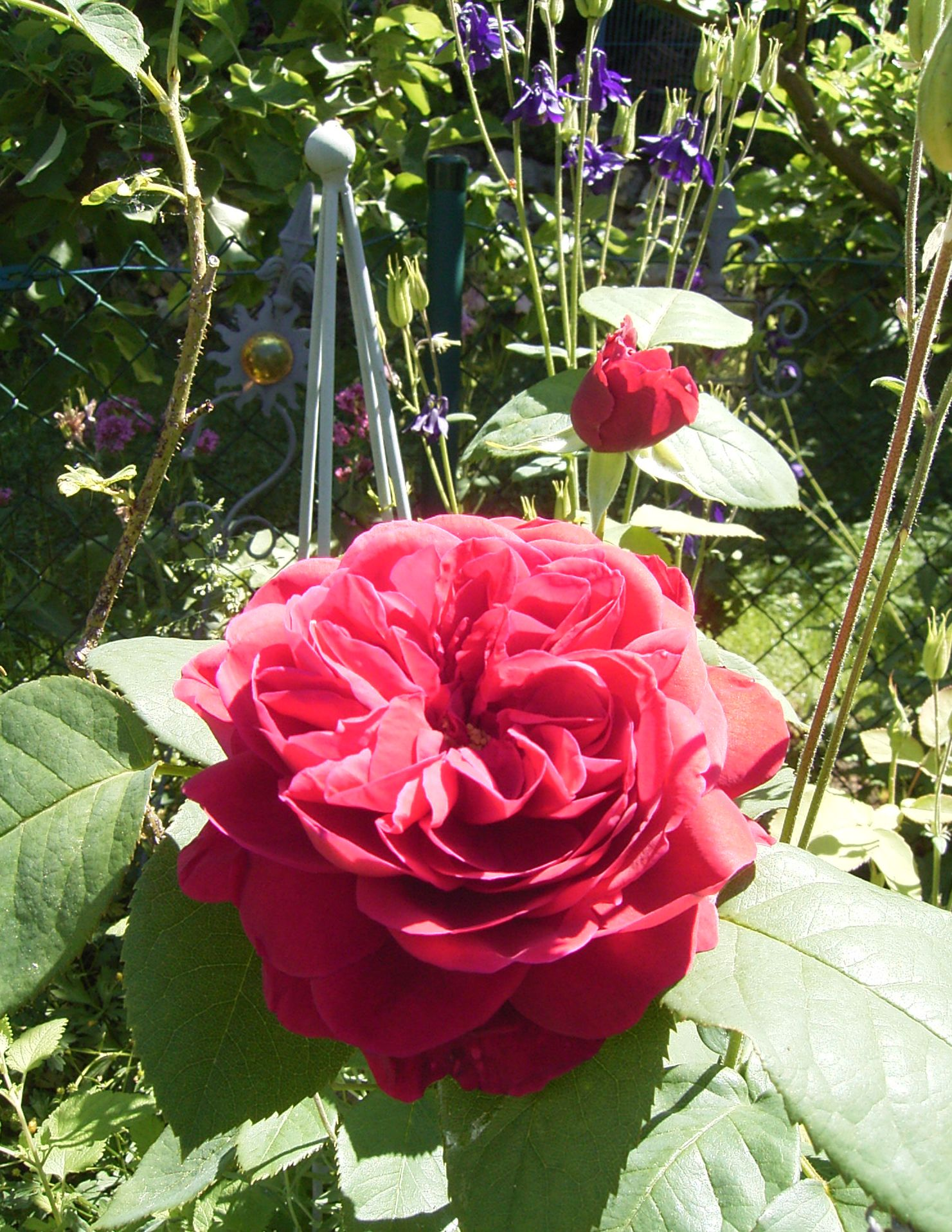
'Leonard Dudley Braithwaite', Austin 1988/ obtenida por el cruce de 'Mary Rose'® x 'The Squire' ®.
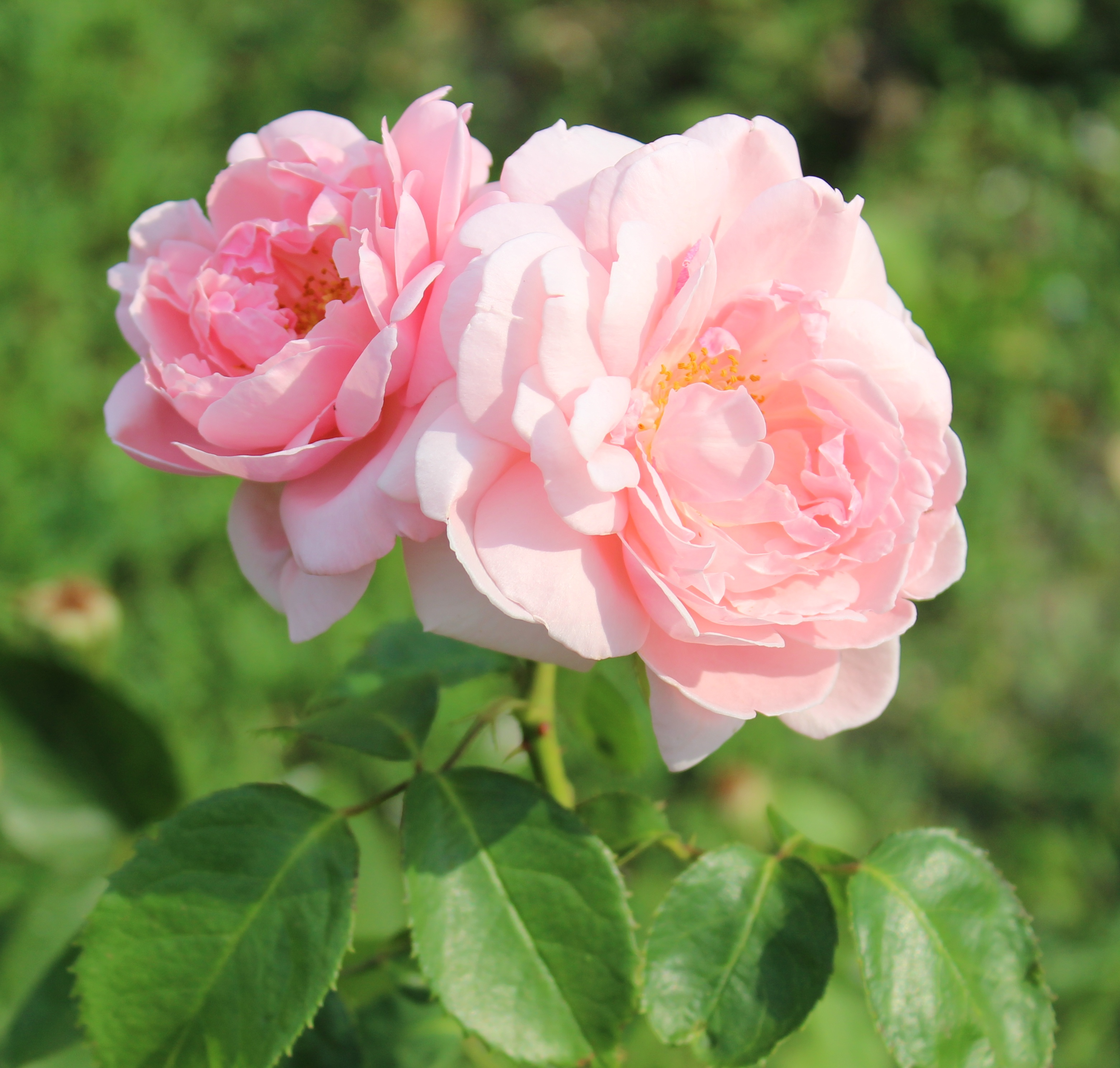
'Kathryn Morley', Austin 1990/ obtenida por el cruce de 'Mary Rose'® x 'Chaucer'.
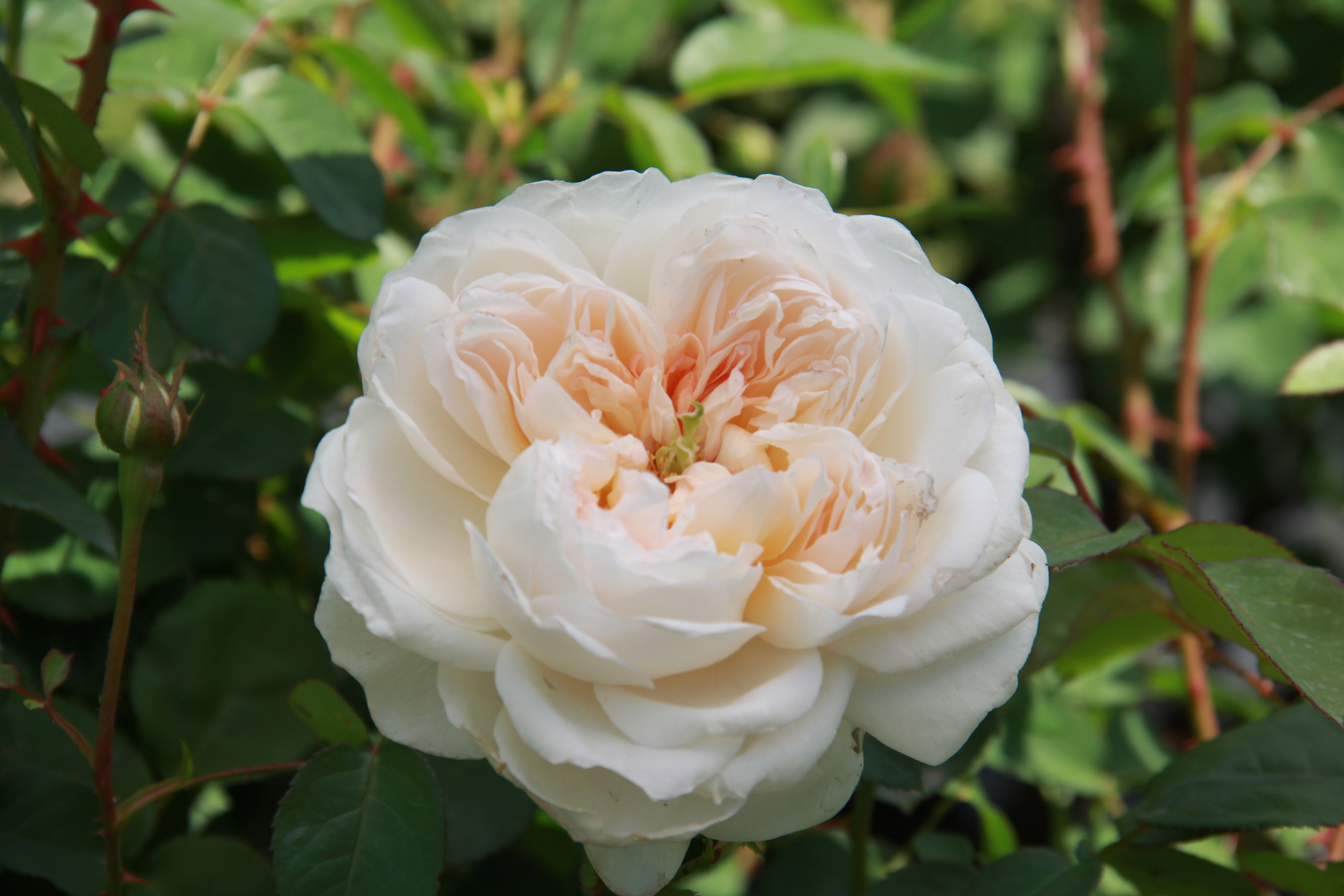
'Glamis Castle', Austin 1992/ obtenida por el cruce de 'Graham Thomas' × 'Mary Rose'.
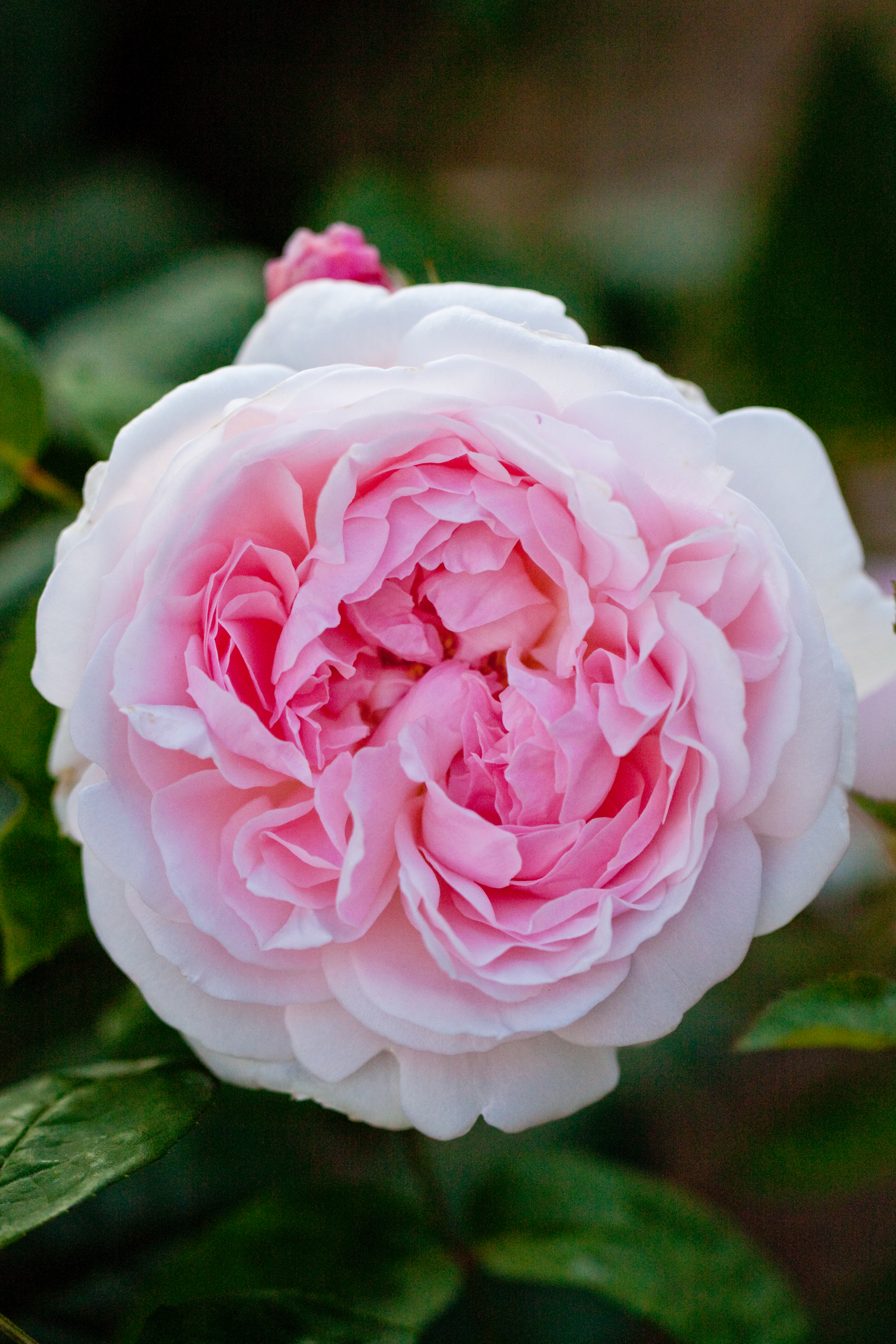
'Eglantyne', Austin 1994/ obtenida por el cruce de planta de semillero × 'Mary Rose'.